# Camille Cerutti
Camille Cerutti (Marsiglia, 22 dicembre 1998) è una sciatrice alpina francese.

## Biografia
Originaria di Nans-les-Pins e attiva dal novembre del 2014, la Cerutti ha esordito in Coppa Europa il 14 gennaio 2016 ad Altenmarkt-Zauchensee in discesa libera (43ª), in Coppa del Mondo il 12 gennaio 2020 nella medesima località in combinata (26ª) e ai Giochi olimpici invernali a Pechino 2022, dove non ha completato la discesa libera a causa di una caduta che le ha provocato la rottura del legamento crociato anteriore e una lesione al menisco mediale del ginocchio destro. Il 17 marzo 2023 ha conquistato a Narvik in discesa libera la prima vittoria, nonché primo podio, in Coppa Europa; ai Mondiali di Saalbach-Hinterglemm 2025, suo esordio iridato, si è classificata 25ª nel supergigante.

## Palmarès

### Coppa del Mondo
- Miglior piazzamento in classifica generale: 83ª nel 2025

### Coppa Europa
- Miglior piazzamento in classifica generale: 42ª nel 2024
- 1 podio:
  - 1 vittoria

#### Coppa Europa - vittorie
| Data          | Località | Paese    | Specialità |
| ------------- | -------- | -------- | ---------- |
| 17 marzo 2023 | Narvik   | Norvegia | DH         |

Legenda:

DH = discesa libera

### Campionati francesi
- 6 medaglie:
  - 1 oro (supergigante nel 2021)
  - 2 argenti (supergigante nel 2023; supergigante nel 2024)
  - 3 bronzi (combinata nel 2021; discesa libera, supergigante nel 2025)